# Kurent

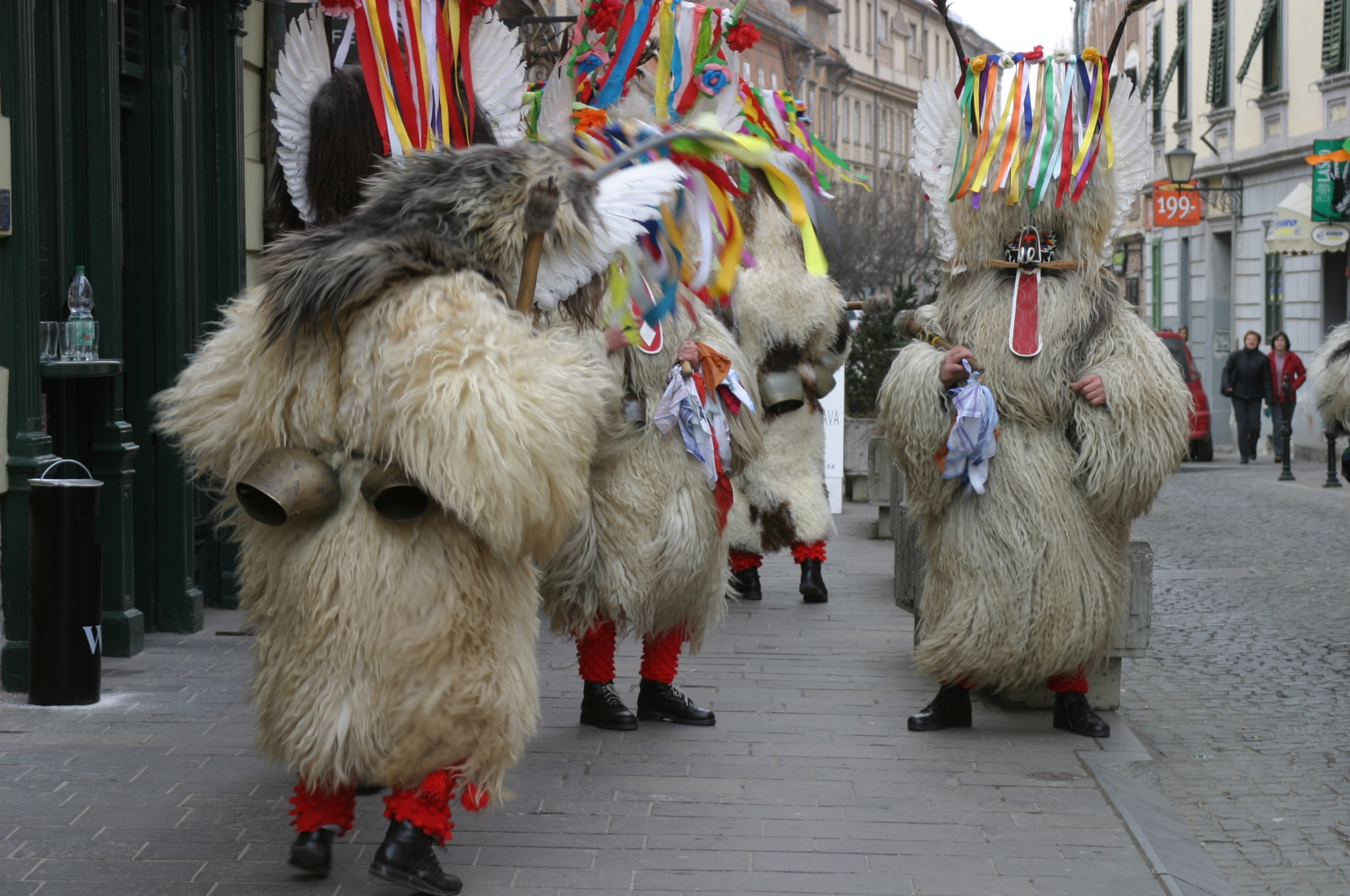
Kurenti en Ptuj

El kurent (o korant) és una disfressa tradicional de la ciutat de Ptuj, en l'est d'Eslovènia, i els seus voltants. En temps de carnestoltes desfilen en les anomenades kurentovanie. Habitualment els kurenti porten grans esquellots al voltant de la cintura amb el baluern de la qual pretenen espantar simbòlicament el fred hivern i el mal, invocant així a la primavera i demanant una bona collita. L'abillament del kurent consta d'una voluminosa pell d'ovella, cenyida al cos amb un cinturó del que pengen els esmentats esquellots, mentre que en la cara porten màscares i en els peus polàines (espècie de mitjana calça, feta regularment de drap o cuir, que cobreix la cama fins al genoll).
Existeixen dos tipus de kurent: els markovci, amb plomes, i els haloze, que tenen banyes.
Sobre la figura del kurent A.T. Linhart va escriure en 1791:
| « | Kurent, déu de la gaita, Príap grec. […] la gent tendeix al festeig gaiter, doncs deu obtindre alguna propietat del bon déu Kurent. El sentit que amaga aquesta paraula està relacionat amb korvh/kouvrh: xica, térme del que deriva la paraula eslovena kurva, prostituta, així com la paraula alemanya Hure, dispersa en tots els dialectes europeus. | » |